# فروم بواریوم
فروم بواریوم (ایتالیایی: Foro Boario) یک منطقه، بازار گاو یا انجمن ونالیوم در روم باستان بود. در زمینی هموار در نزدیکی تیبر بین تپه‌های کاپیتول (رم)، پالاسیوم و تپه آونتین قرار داشت. به عنوان محل اسکله‌های اصلی رم (پورتوس تیبر)، انجمن بواریوم فعالیت تجاری شدیدی را تجربه کرد.